# Сан Ђорђо ди Мантова
Сан Ђорђо ди Мантова (итал. San Giorgio di Mantova) је насеље у Италији у округу Мантова, региону Ломбардија.
Према процени из 2011. у насељу је живело 8019 становника. Насеље се налази на надморској висини од 25 м.

## Становништво
| 1931. | 1936. | 1951. | 1961. | 1971. | 1981. | 1991. | 2001. | 2011. |
| ----- | ----- | ----- | ----- | ----- | ----- | ----- | ----- | ----- |
| 2.983 | 3.199 | 3.334 | 3.454 | 4.898 | 5.175 | 5.704 | 7.542 | 9.398 |